# Cuádruple Alianza (1718)
La Cuádruple Alianza fue un tratado firmado en Londres en 1718 por el Sacro Imperio Romano Germánico, las Provincias Unidas de los Países Bajos, el Reino de Francia y el Reino de Gran Bretaña, con el objetivo de unirse ante la política beligerante de la Monarquía de España, cuyo rey Felipe V se negaba a acatar las resoluciones del tratado de Utrecht de 1713 relativas a las antiguas posesiones españolas en Italia y los Países Bajos. Como consecuencia de la unión resultante del acuerdo, también se conoce como Cuádruple Alianza al conjunto de los cuatro países firmantes.

## Antecedentes: las ambiciones dinásticas de Felipe V y de su esposa Isabel de Farnesio
A principios de 1714 murió María Luisa de Saboya, la primera esposa de Felipe V, y este enseguida concertó un nuevo matrimonio con la princesa del ducado de Parma Isabel de Farnesio, que la era la heredera del ducado porque el soberano del mismo, su tío, no tenía hijos. Nada más llegar puso al frente del gobierno a un hombre de su confianza, el clérigo parmesano Julio Alberoni quien dirigió la política exterior de la monarquía con la doble finalidad de "revisar" los Tratados de Utrecht en Italia —recuperando para Felipe V los estados de la Monarquía Hispánica que habían pasado al emperador Carlos VI, el antiguo Archiduque Carlos, contrincante de Felipe V en la Guerra de Sucesión Española— y el duque de Saboya; y asegurar para el príncipe Carlos, el primer hijo del nuevo matrimonio, la sucesión al ducado de Parma y al ducado de Toscana.

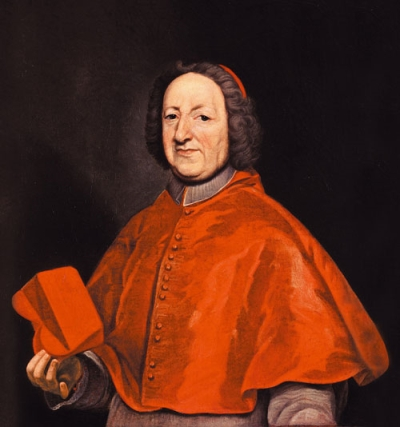
Giulio Alberoni, ministro de Felipe V y cardenal de la Iglesia Católica

El primer objetivo de esta política fue la isla de Cerdeña. Así en el verano de 1717 zarpó de Barcelona una escuadra española, que en pocas semanas completó la conquista española de Cerdeña frente a las fuerzas imperiales que la defendían. En el verano del año siguiente una nueva expedición mucho mayor se dirigió a Sicilia, a donde arribó en julio de 1718. La isla fue rápidamente conquistada y "al igual que lo sucedido un año antes, los habitantes recibieron con alegría a los soldados de Felipe V".
Al conocer la invasión de Cerdeña y de Sicilia, Carlos VI decidió entrar en la Triple Alianza formada en enero de 1717 por las Provincias Unidas, Gran Bretaña y Francia para enfrentarse conjuntamente a España y obligarla a acatar las resoluciones de Utrecht, dando nacimiento el 2 de agosto de 1718 a la llamada Cuádruple Alianza.

## El tratado de la Cuádruple Alianza
El 2 de agosto de 1718 los representantes de Jorge I de Gran Bretaña, Luis XV de Francia, los Estados Generales de los Países Bajos y Carlos VI del Sacro Imperio Romano Germánico, firmaron en Londres un acuerdo que basándose en las resoluciones del tratado de Utrecht intentaba organizar un reparto de los territorios en conflicto que evitara una nueva guerra en la península italiana. Los acuerdos propuestos incluían:
Acuerdos entre los países de la Cuádruple Alianza
- Cada uno de los firmantes se comprometía a no agredir, y a no dar asilo a los enemigos de cualquier otra parte firmante;
- En caso de ataque por parte de otros países, cada uno de los firmantes pondría a disposición del país agredido una fuerza de 8.000 soldados de infantería y 4.000 de caballería (la mitad en el caso de las Provincias Unidas), o su equivalente en flota naval, en el plazo de dos meses desde la solicitud de ayuda;
- Otros países podrían entrar en la alianza si todos los estados firmantes lo convenían unánimemente.

Acuerdos entre el Sacro Imperio Romano y el reino de Sicilia
- El rey de Sicilia Víctor Amadeo II de Saboya entregaría a Carlos VI el reino de Sicilia; este a cambio le cedería el reino de Cerdeña;
- Víctor Amadeo II conservaría sus posesiones en el Ducado de Montferrato y en el Ducado de Milán;
- Carlos VI reconocía el derecho de la Casa de Saboya a la sucesión a la corona de España, en caso de que faltase la descendencia de Felipe V; si esto sucediese, Saboya no podría poseer simultáneamente territorios en España e Italia.

Acuerdos entre el Sacro Imperio Romano y la Monarquía de España, cuando se incorporara a la Alianza
- Felipe V debería devolver el reino de Cerdeña al Sacro Imperio Romano, renunciando a sus derechos sobre él;
- Carlos VI reconocía la soberanía de Felipe V a la Corona española, y se comprometía a no tener pretensiones sobre el trono español, en su nombre y en el de sus herederos;
- Felipe V debería renunciar a sus pretensiones sobre las posesiones del Sacro Imperio en Italia y los Países Bajos, que en el pasado habían pertenecido a la Monarquía Hispánica, y al derecho de reversión del reino de Sicilia a la Corona española, pactado en el acta de cesión de 10 de junio de 1713;[7] a cambio Felipe V tendría derecho a la reversión del reino de Cerdeña;
- Acerca del Gran Ducado de Toscana y el Ducado de Parma y Plasencia, sobre los que tenían derechos de sucesión tanto la reina de España Isabel de Farnesio como el emperador Carlos VI: serían considerados feudos masculinos del Sacro Imperio Romano, y en caso de que no hubiera descendencia masculina en esta familia, pasarían a la descendencia masculina de la reina de España. Ninguno de estos territorios podría ser en ningún tiempo poseído por el rey de España: si por falta de sucesión del emperador Carlos VI pasaran a la descendencia de los reyes de España, el titular del ducado debería renunciar al trono español;
- No podría haber tropas españolas ni francesas en los dichos ducados; las tropas para la defensa de dichos territorios estaría a cargo de las guarniciones de los Cantones Suizos, pagados por la triple alianza
- Livorno seguiría siendo puerto franco;
- Defensa mutua de ambos reinos;
- Amnistía para todos los prisioneros tomados durante la guerra y restitución de las propiedades embargadas en el transcurso de la guerra.

## Consecuencias
Las condiciones propuestas en el tratado relativas al reparto de los territorios en Italia no fueron del agrado de Felipe V, quien siguió adelante con sus pretensiones de recuperar los territorios italianos. Como consecuencia de la política beligerante de Felipe, en diciembre de 1718 la Cuádruple Alianza le declaró la guerra. 
Tras la derrota sufrida en la guerra de la Cuádruple Alianza, Felipe V aceptó las condiciones impuestas por la alianza adhiriéndose al tratado el 17 de febrero de 1720 en La Haya.